# Йордан Милев
Йордан Тошев Милев е български преводач, поет и писател предимно на творби за деца и юноши, и на пътеписи.

## Биография и творчество
Йордан Милев е роден на 15 януари 1933 г. в с. Алтимир, Врачански окръг, България. Завършва през 1953 г. строителен техникум „Г. С. Раковски“ – Враца, през 1965 г. журналистика в Софийския държавен университет. Специализира източни култури в Ташкент, Техеран, Делхи и Манила. В периода 1960-1961 г. работи като редактор във в. „Народна армия“, а през 1964-1965 г. е редактор в Радио София. В периода 1965-1968 г. е отговорен секретар на сп. „Пламък“, през 1971-1973 г. е редактор на алманах „Дружба“, а след това е главен редактор на алманах „Околчица“. От 1968 г. е заместник главен редактор на издателство „Народна младеж“, а в периода 1974-1990 г. е негов главен редактор. Член на Съюза на българските писатели и е бил председател на Постоянната комисия за сътрудничество с Асоциацията на африканско-азиатските писатели.
Йордан Милев е автор на повече от 20 поетични сборници, пътеписи, книги за деца и на преводи на източни автори. Книгите му са преведени на руски, беларуски, украински, английски, френски, унгарски, чешки, казахски, узбекски, молдовски, азербайджански, арабски, хинди, фарси и йоруба. Носител е на наградата „Иван Нивянин“.  През 2003 г. е номиниран в САЩ за участието си в антологията „Вечни портрети“.
Създател е на трисерийния телевизионен филм „Обратно пътуване“ за поетите Иван Нивянин, Васил Воденичарски, както и за партизаните Крум Беличовски и Дафина Чергарска.
Йордан Милев живее и работи от 1993 г. със семейството си във Вашингтон, САЩ.
Умира на 29 ноември 2019 година.

## Произведения

### Поезия и проза
- „Любовта на цветовете“ (1964) – стихове
- „Нестинарски танц“ (1965) – стихове
- „Далечни погледи“ (1967) – стихове
- „Участ“ (1967) – стихове
- „Източна поема“ (1968)
- „Като пръстена на Сатурн“ (1968) – стихове
- „Прелиствам времето“ (1970) – поема
- „Жена на хълма“ (1971) – стихове
- „Тук, преди малко“ (1972) – стихове
- „Сега и утре“ (1975) – стихове
- „Земя над облаците“ (1977)
- „Вечният сезон“ (1978) – стихове
- „99 нощи с Шехерезада“ (1980) – миниатюри
- „Неизвестни брегове“ (1982) – стихове
- „Барабани на джунглата“ (1984) – проза
- „Ако някога“ (1986) – стихове
- „Ти толкова години чака“ (1988) – стихове
- „Живот над облаци“ (1989) – стихове
- „Източно-Западен диван“ (2002)
- „От алое и пелин“ (2006)
- „Вечният сезон“ (2008)
- „Отшелник“ (2013)

### Детска литература
- „Шегобишко“ (1979)
- „Съкровището на махараджата“ (1980)
- „Маймунски работи. Приказки за Шегобишко“ (1981)
- „Бял облак в синия вир“ (повест, 1978, 1984)
- „Дългогонко“ (роман за деца, 1985)
- „Господин Дръж Ми Чадъра“ (1987)
- „Триумфална арка в зоопарка“ (1987)

### Преводи
частична библиография
- „Избрани стихотворения“ от Гафур Гулям (1966)
- „Избрани стихотворения“ от Зулфия (1967)
- „Лирика“ от Хафез (1969)
- „Рубайят“ от Омар Хайям (1970, 1990, 1993, 1997, 2008)
- „Панчатантра“ (1972, 1981, 1995, 2008)
- „Шах-наме“ от Фирдоуси (1977)
- „Гюлестан“ от Саади (1983, 2012)
- „Средновековни източни поети“ (1973) – антология

### Пътеписи
- „Хора и пустини“ (1973)
- „От малката до голямата планина“ (1977)
- „Завръщане от Вавилон“ (1979)
- „Под покрива на света“ (1981)

### Документалистика
- „И алени цветя ще разцъфтят…“ (1981)